# Mongols MC
Der Mongols Motorcycle Club (auch: Mongols Nation) ist eine Outlaw Motorcycle Gang.

## Geschichte
Der Mongols MC wurde im Jahr 1969 in Montebello im US-Bundesstaat Kalifornien gegründet. Die Zahl der Vollmitglieder wird auf etwa 500 bis 600 geschätzt.
Der Mongols MC hat seine Hauptpräsenz in Südkalifornien und besitzt Niederlassungen („Chapter“) in 14 Staaten sowie internationale Chapter in Australien, Deutschland, Italien, Schweden, Mexiko und Spanien. Die Chapter in Kanada haben sich im Jahr 2010 aus internen Gründen aufgelöst. Die Mongols haben eine lange Freundschaft mit dem Outlaws MC.

## Aktivitäten

### Vereinigte Staaten

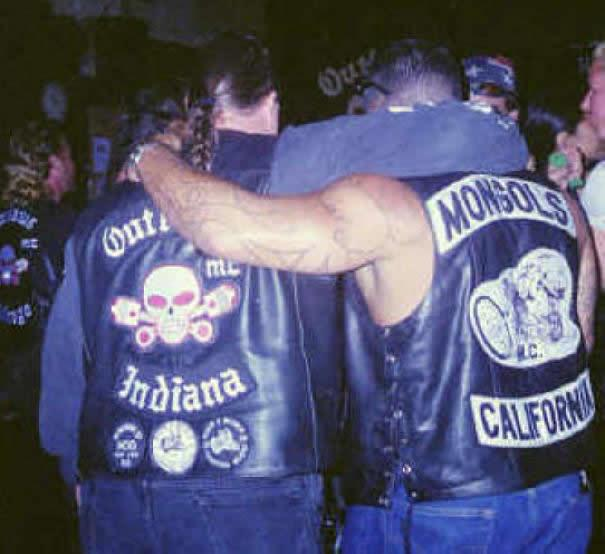
Mongols-Member vom Chapter California mit einem Outlaws Member

Viele Mitglieder in den USA zeichnen sich durch langwierige Konfrontationen mit den Strafverfolgungsbehörden in Bereichen wie Drogenhandel (vor allem Methamphetamin), Geldwäsche, Raub, Erpressung, Verstöße gegen das Waffengesetz, Totschlag und Körperverletzung sowie anderen Verbrechen aus.
Im Jahr 1998 infiltrierte der ATF-Beamte William Queen mit dem Decknamen „Billy St. John“ den Verein. Er wurde vollständiges Mitglied und stieg in den Rang eines Treasurer (Schatzmeisters) auf. Im April 2000, nachdem Queen 28 Monate lang Beweise gesammelt hatte, wurden 54 Mongols verhaftet.
Im Jahr 2002 hatten die Mitglieder der Mongols und die Hells Angels eine gewaltsame Auseinandersetzung im Harrah’s Laughlin Casino in Laughlin, Nevada. Die Konfrontation wurde später Laughlin River Run Riot genannt und kostete drei Beteiligten das Leben. Mongol Anthony „Bronson“ Barrera, 43, wurde erstochen, die zwei Hells Angels Jeramie Bell, 27, und Robert Tumelty, 50, wurden erschossen. Am 23. Februar 2007 wurden die Hells-Angels-Mitglieder James Hannigan und Rodney Cox zu zwei Jahren Gefängnis für ihre Mitwirkung bei diesem Vorfall verurteilt. Cox und Hannigan waren auf dem Videoband zu sehen, wie sie Mongols im Inneren des Casinos schlugen. Ein Hells-Angels-Mitglied konnte eindeutig auf dem Casino-Sicherheitsvideo identifiziert werden, als es einem Mongol ins Gesicht trat, was wiederum der ausschlaggebende Punkt des Handgemenges war. Das flüchtige Mongols-Mitglied Christopher Ablett stellte sich den Behörden in Bartlesville in Oklahoma am 4. Oktober 2008, nachdem er den Hells-Angels-Präsidenten Mark „Papa“ Guardado in San Francisco zu Beginn des Jahres ermordet hatte. Das San Francisco Police Department hatte daraufhin 5 Mio. US-Dollar Kopfgeld auf ihn ausgestellt.
Am 21. Oktober 2008 wurden 38 Mitglieder, darunter Ruben „Doc“ Cavazos (der damalige internationale President des Mongols MC), während der Aktion „Operation Black Rain“ in Gewahrsam genommen. Vier ATF-Beamte infiltrierten die Gruppe ein zweites Mal. 110 Haftbefehle und 160 Durchsuchungsbeschlüsse wurden in Kalifornien, Ohio, Colorado, Nevada, Washington und Oregon ausgestellt. Am 23. Oktober 2008 erteilte US-Amtsrichterin Florence-Marie Cooper eine einstweilige Verfügung. Den Club-Mitgliedern, ihren Familienangehörigen sowie Unterstützern wurde das Tragen, Lizenzieren sowie der Verkauf oder der Vertrieb des Logos verboten. In der Regel zeigt das Logo (auch Patch genannt) einen mongolischen Krieger, der eine Sonnenbrille trägt. Der Polizei zufolge verwenden die Mongols das Logo und den Namen als eine Form der Einschüchterung zur Erfüllung ihrer Ziele.
Nach einem langen juristischen Kampf um das Mongols-MC-Patch gewannen die Mongols die Rechte zur weiteren Nutzung und zugleich das Eigentum an ihrem Patch zurück.

### Europa
Nachdem der erste Versuch, in Europa Fuß zu fassen, 2006 in Essen gescheitert war, entstand 2007 im italienischen Bologna ein neuer Ableger. Kurze Zeit später gründeten sich die Prospect Chapter Pistoia und Massa-Carrara sowie ein Schweizer Prospect Chapter, das aber kurze Zeit später aufgelöst wurde. Der Mongols MC Europe verkündete am 26. Juni 2011, dass sich ein Chapter in Spanien gegründet habe. Auch gibt es ein Chapter in Frankreich (Forbach), das Chapter Réunion Island wurde im Juni 2013 aufgelöst.

### Italien
2007 gab der Mongols MC bekannt, ein Chapter in Bologna, Italien zu besitzen. Dies wurde bald bestätigt und es folgten Chapter in der Toskana (North-Side), Lombardei (Black Hills) und Latium (South-Bay, Nomads). Auf der Verona Moto Expo 2009 kam es zu Auseinandersetzungen zwischen den Mongols und den Hells Angels, die durch die dortige Polizei getrennt wurden.

### Deutschland
In Bremen gründeten arabischsprechende Mhallami aus dem Miri-Clan im August 2010 einen deutschen Ableger des Mongols MC. Lediglich der tödlich verunglückte Mitgründer des Chapters habe die Fahrerlaubnis zwei Wochen vor seinem Tod erworben. 2010 wandte sich der Präsident enttäuscht von der Gruppe ab: „Keiner von denen hatte ein Motorrad, und die haben ständig nur dummes Zeug und Stress gemacht“.
Nach einer Allgemeinverfügung des Stadtamtes Bremen vom 11. Mai 2011 wurde untersagt, im Stadtgebiet Bekleidungsstücke und anderes des Mongols MC zu tragen. Am 20. Mai 2011 wurde der Mongols MC Bremen vom Senator für Inneres der Freien Hansestadt Bremen verboten. Nach Feststellung der Behörde bestand der Zweck des Vereins einzig und allein darin, Straftaten zu begehen. „Der Präsident und führende Mitglieder der Bremer Mongols seien hochgradig kriminell und gewaltbereit“. Die Polizei durchsuchte die Vereinsräume und beschlagnahmte das vorhandene Vermögen.
Die gegen das Vereinsverbot erhobene Klage wurde vom Bundesverwaltungsgericht später abgewiesen.
Im Januar 2011 erfolgte die Gründung des Chapters Berlin, das nach Bombenfunden von der Polizei aufgelöst wurde. Darüber hinaus soll es ein Chapter Karlsruhe sowie die Probechapter Cologne (Köln), Frontline South und Mountainside geben. Des Weiteren gibt es Chapter in Celle (Dark District), Cuxhaven (North Coast) und Iserlohn. Im Juli 2014 meldete die Presse die Gründung eines Chapters in Hamburg.
2015 wurde der Chef der Hamburger Mongols, Erkan Uzun, verhaftet. Sein Nachfolger wurde Kevin Schröder 2016 wurde der Vize-Chef der Mongols, Arash Ruja, überfallen und schwer verletzt.